# EchoStar-7
EchoStar-7 of EchoStar VII is een Amerikaanse geostationaire communicatiesatelliet die wordt beheerd door EchoStar. Het is de eerste satelliet waarvoor een boete werd gegeven voor het niet correct opruimen van ruimteafval.
De satelliet bevindt zich in een geostationaire baan op een lengtegraad van 119° West, vanwaar hij wordt gebruikt voor het leveren van directe televisie-uitzendingen met hoge definitie aan de Verenigde Staten.